# واهرام دادریان
واهرام آرمناکی دادریان (ارمنی: Վահրամ Արմենակի Տատրյան؛  زادهٔ ۳۰ آوریل ۱۹۰۰ - درگذشته ۱۱ آوریل ۱۹۴۸)، نویسنده اهل ارمنستان بود.

## زندگی
وی در ۳۰ آوریلِ ۱۹۰۰ در چوروم به دنیا آمد در سال ۱۹۱۵ در طی نسل‌کشی ارمنی‌ها به همراه خانواده به صحرای شرقی تبعید شد. وی بین سال‌های ۱۹۱۹ تا ۱۹۳۶ در کنستانتینوپل تحصیل نمود و آن در ۱۹۳۸ در فرزنو ادامه داد.  وی در ۱۱ آوریل ۱۹۴۸ در سن ۴۷ سالگی در فرزنو، کالیفرنیا درگذشت.